# Macrosteles intensa
Macrosteles intensa är en insektsart som beskrevs av Van Duzee 1907. Macrosteles intensa ingår i släktet Macrosteles och familjen dvärgstritar. Inga underarter finns listade i Catalogue of Life.